# Tit Flavi Petró
Tit Flavi Petró (en llatí Titus Flavius Petro) va ser un militar romà del segle i aC, avi de l'emperador Vespasià.
Va néixer a Reate. Va combatre com a centurió o veterà reenganxat (evocatus) a les ordres de Pompeu durant la Segona guerra civil. Després de la batalla de Farsàlia va obtenir el perdó de Juli Cèsar i es va convertir en banquer. Es va casar amb Tèrtula, una dona d'Etrúria, i van tenir un fill, Tit Flavi Sabí, pare de Vespasià.